# 尚布尔西
尚布尔西（法語：Chambourcy，法語發音：[ʃɑ̃buʁsi] ⓘ）是法国伊夫林省的一个市镇，位于该省东北部，属于圣日耳曼昂莱区。

## 地理
尚布尔西（48°54'22"N, 2°2'25"E）面积7.87 平方千米，位于法国法蘭西島大區伊夫林省，该省份为法国北部内陆省份，北起瓦兹河谷省，西接厄尔省，西南接厄尔-卢瓦省，东南接埃松省，东临上塞纳省。
与尚布尔西接壤的市镇（或旧市镇、城区）包括：艾格勒蒙、弗什罗勒、普瓦西、圣日耳曼昂莱、圣农拉布勒泰什。

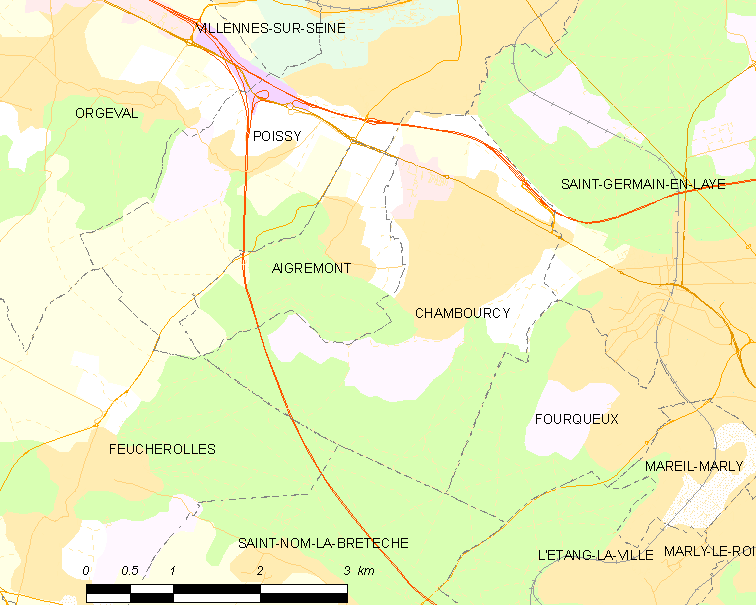
尚布尔西的OSM定位图

尚布尔西的时区为UTC+01:00、UTC+02:00（夏令时）。

## 行政
尚布尔西的邮政编码为78240，INSEE市镇编码为78133。

## 政治
尚布尔西所属的省级选区为圣日耳曼昂莱县。

## 人口

1962-2008年间尚布尔西人口变化图示

尚布尔西于2022年1月1日时的人口数量为5826人。